# Johann Gerhard Helmcke (Bäcker)

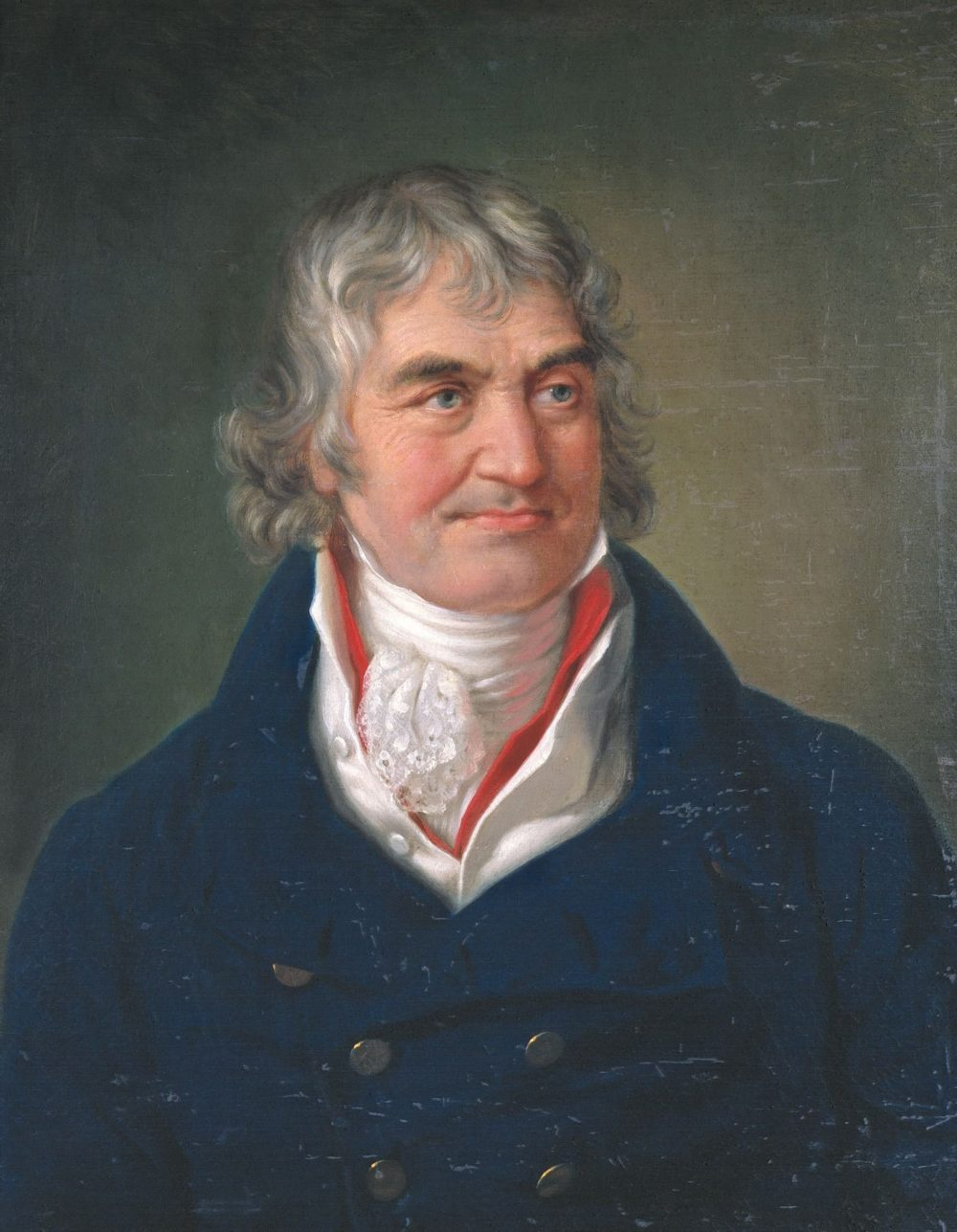
Brustbild Johann Gerhard Helmckes;
Ölgemälde von Melchior Gommar Tieleman, um 1815, im Historischen Museum Hannover

Johann Gerhard Helmcke (* 14. Mai 1750 in Stadthagen; † 26. Juni 1824 in Hannover) war deutscher Bäckermeister, Getreidehändler und Grundstücksspekulant. Er rettete Anfang des 19. Jahrhunderts die Herrenhäuser Allee im Georgengarten vor der Abholzung.

## Leben

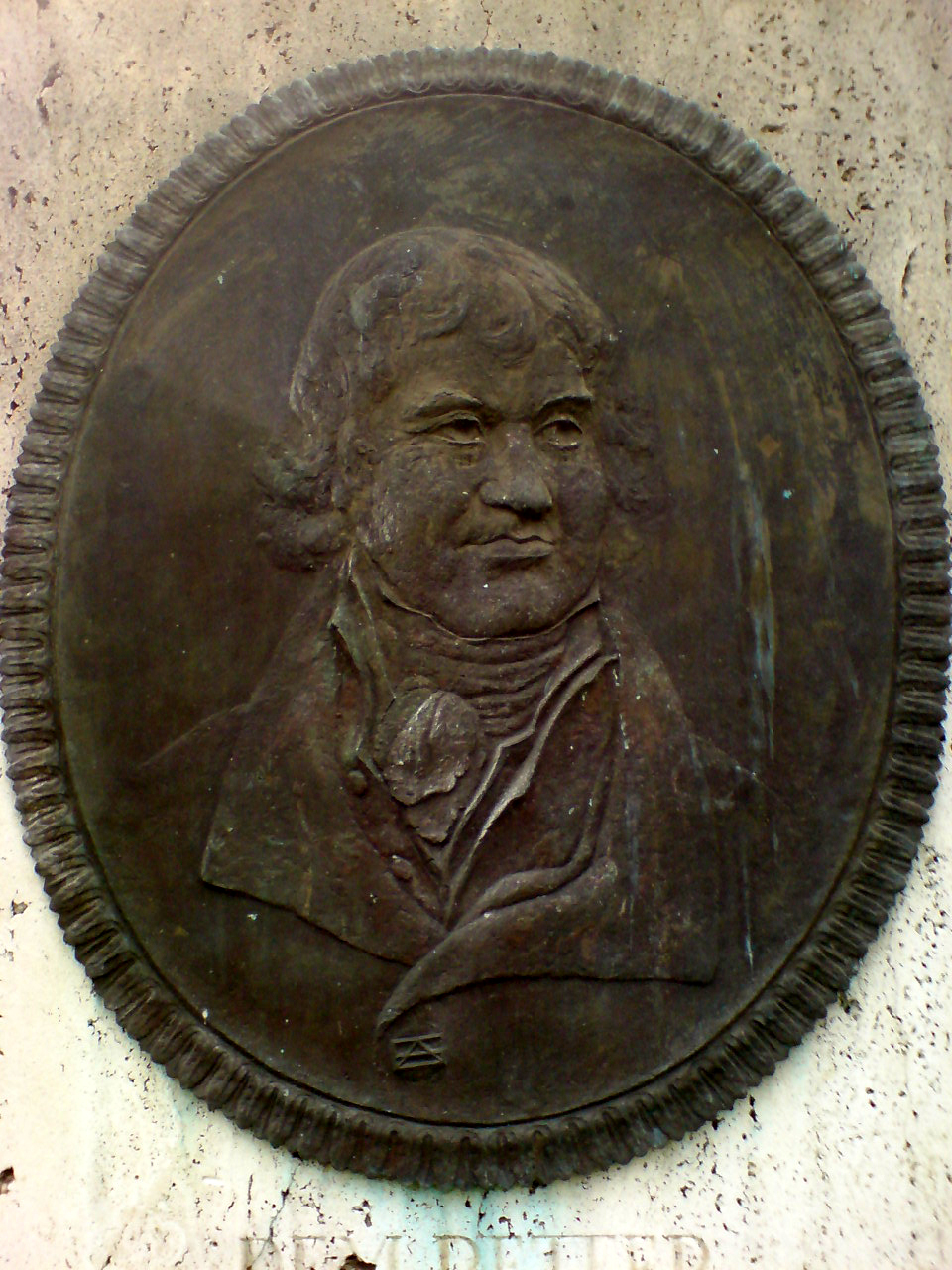
Porträt-Relief von Friedrich Adolf Sötebier am Helmcke-Denkmal an der Herrenhäuser Allee Ecke Schneiderberg

Geboren in Stadthagen, heiratete Johann Gerhard Helmcke am 20. April 1778 die Witwe des Bäckermeisters Dietrich Thies in der Calenberger Neustadt. Dadurch wurde er Inhaber der dortigen traditionsreichen Bäckerei, die Helmcke um das Jahr 1800 zu einem der reichsten Bürger der Stadt machte.
Neben dem Handwerk in der Bäckerei betrieb Helmcke einen umfangreichen Getreidehandel. Mit seinem Vermögen beteiligte er sich an Kreditgeschäften und Grundstücks-Spekulationen. So fand sich von 1797 bis 1800 das Leibnizhaus in seinem Besitz, durch dessen Weiterverkauf er einen Gewinn von 3300 Reichstalern erzielte.
Die Fremdherrschaften, unter denen die Stadt Hannover von 1801 bis 1813 anfangs unter preußischer, dann französischer Besatzung während der Napoleonischen Kriege litt, scheint den wirtschaftlichen Unternehmungen Helmckes „keinen Abbruch getan zu haben“: 1807 oder 1810 soll Helmcke die Bäume der Herrenhäuser Allee für 1.336 Louis d’or (nach einer anderen Überlieferung 3.000 Reichstaler) aufgekauft haben und sie dadurch vor der beabsichtigten Abholzung durch die Franzosen bewahrt zu haben.
Helmcke war Eigentümer des Hauses Calenberger Straße 236 und zugleich Hauswirt von Heinrich Bohnsack, der über die sogenannte „Franzosenzeit“ über den Zeitraum von 1803 bis 1814 ein noch heute beachtetes „Tagebuch“ verfasste.
Aus der Zeit um 1810 findet sich ein Ölgemälde mit dem Porträt Helmkes im Historischen Museum Hannover.
Das Hannoversche Adreß-Buch für das Jahr 1823 verzeichnete „Helmcke, J. Gerhard, sen., Getraidehandlung“ unter der Anschrift Brandstraße Haus Nummer 256. Auf derselben Seite ist eine gleichartige Handlung von August Helmcke u. Comp. in der Schmiedestraße 189 verzeichnet und die Bäcker H. sowie Conrad Helmcke in der Calenberger Straße 256 und 248.

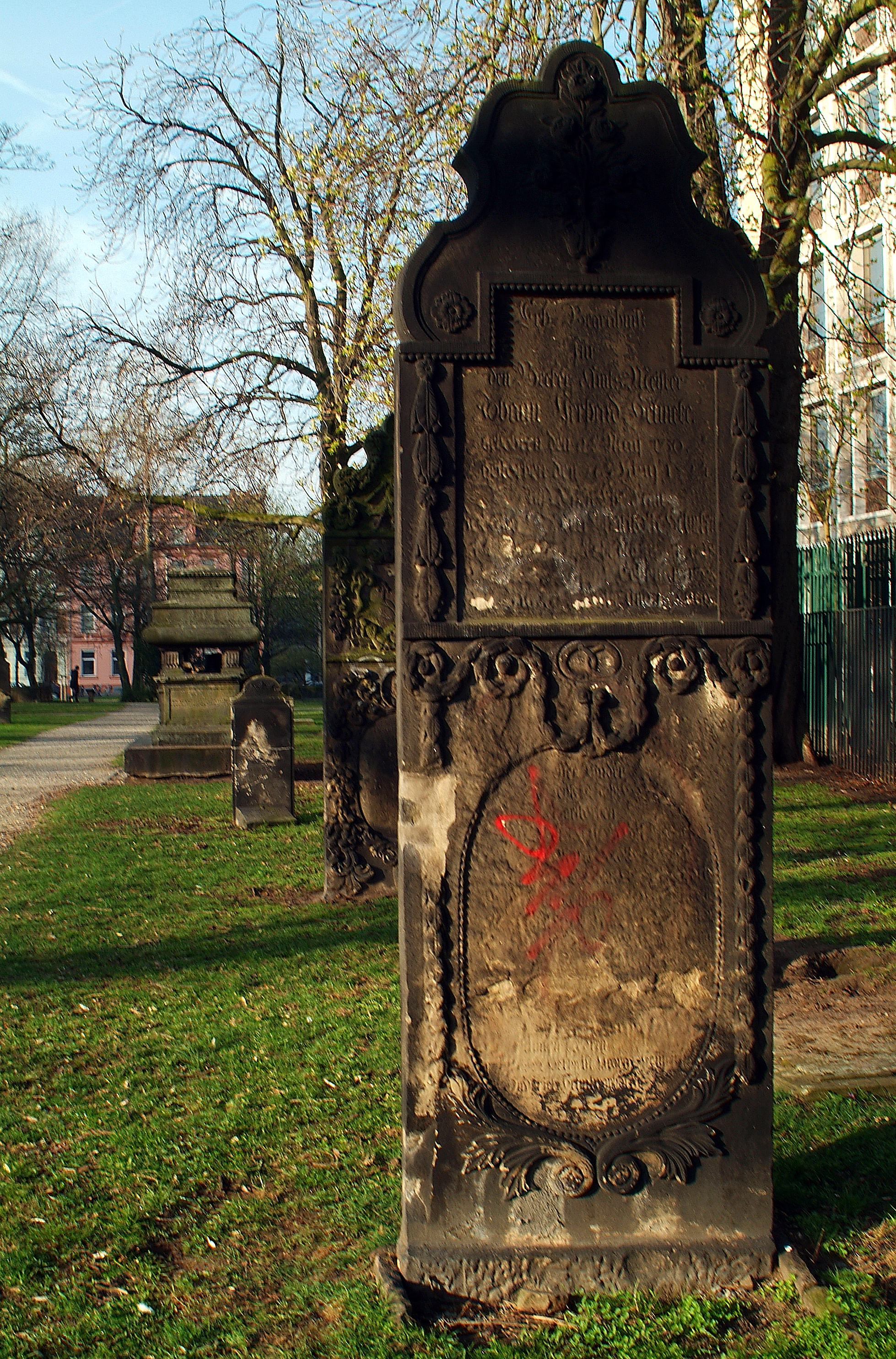
Helmckes denkmalgeschütztes Grabmal auf dem Neustädter Friedhof

Johann Gerhard Helmcke starb 1824, dem Jahr der Vereinigung der Städte Hannover und Calenberger Neustadt und wurde auf dem Neustädter Friedhof beigesetzt, wo sein (heute denkmalgeschütztes) Grabmal zu finden ist. Der Name Helmcke fand sich jedoch noch lange in den Adressbüchern Hannovers, meist in der Rubrik Getreidehändler und oftmals in Verbindung mit Partnern.
Die patriotische Tat Helmckes wurde gut ein halbes Jahrhundert später überliefert, an zwei Stellen in Friedrich Wilhelm Andreaes 1859 erschienener Chronik der Residenzstadt Hannover ...